# Лука (євангеліст)
Лука (івр. לוקא, грец. Λουκᾶς) — євангеліст, апостол від семидесяти, супутник св. апостола Павла в його апостольських подорожах, автор третього Євангелія та Діянь святих апостолів. Лука походив із Антіохії в Сирії та, ймовірно, був лікарем (Кол. 4:14). Він описав життя і діяльність апостолів та детальніше події пов'язані з апостолом Павлом у книзі Діянь святих Апостолів. Декілька вісток про своє життя подає сам св. Лука в другій своїй книзі, що ввійшла до Святого Письма, тобто в Діяннях Апостолів, а інші дані є з Передання.

## Біографія
Походив з язичницької сім'ї. Християнство прийняв правдоподібно в Антіохії і то від учнів Христа, які там, по смерті св. первомученика Стефана, голосили Євангеліє. Здається, що в Антиохії познайомився з апостолом Павлом і став його товаришем у другій апостольській подорожі. Потім зустрічаємо його і в третій апостольській подорожі апостола Павла, а також у римській в'язниці Павла. Св. Лука залишився при св. апостолі Павлові, мабуть, аж до його смерті. Апостол Павло у своїх Посланнях часто згадує любого Луку, свого співпрацівника й лікаря.
Св. Лука мав освіту і своє Євангеліє написав добірною грецькою мовою. Із всіх євангелістів найліпше дотримується історичності в нашому розумінні. При цьому він не є істориком, але теологом Божого наміру спасти людей. Хоче вказати, як в історії Бог веде людину до спасіння через Ісуса Христа. Але й він не подає в Євангелії вичерпного життєпису Ісуса Христа. Дає лише вибрані події й проповіді, які проповідували апостоли і які могли б бути корисні читачеві первісної Церкви для глибшого пізнання Спасителя. Його Євангеліє-Благовість скероване до всіх народів. Бог хоче, щоб усі спаслися. Особливо до грішників, яким подає зворушливі проповіді Ісуса Христа чи події з його життя, як-от: про блудного сина, про грішницю яка розкаялася та ін. Це є Євангеліє спасіння і милосердя.
Подання подій про розкаяння грішниці, про митаря і фарисея, розп'ятого поряд з Ісусом розбійника, який розкаявся, - показують Христове милосердя в повному світлі, хоч сам євангеліст Лука не бачив Ісуса Христа та не був свідком його діянь і науки, але опис його є цілком правдоподібний. Він зустрічався з особами, що були при Христі, і від них дістав багато докладних вісток. На основі того він пише розлого, оповідає про різні факти, що їх не подають інші євангелісти Матвій і Марко. Крім того, він слухав проповіді апостола Павла і це використав, а як історик поклався і на писані джерела тих «багатьох», що перед ним писали про ці події.
За тодішнім звичаєм книга була присвячена Теофілові (грец. Θεόφιλος, утвореного від θεός — «Бог» і φιλία — «любов або дружба», тобто «Любов Божа» або «Друг Божий»), себто для всіх християн, кожному читачеві особисто :
«... тому й я, все від першої хвилі докладно розвідавши, забажав описати за порядком для тебе, високодостойний Теофіле,
щоб пізнав ти істоту науки, якої навчився.» - Євангеліє від Луки ( 1 : 3-4 ).
Добу написання цього Євангелія біблісти визначають роком 70. По смерті апостола народів, Павла, св. Лука правдоподібно покинув Рим. Згідно з переданням старохристиянських письменників проповідував Євангеліє в Ахаї (Греція), згідно з іншими в Італії, Галлії або Далмації.
«Євангеліє від Луки» також написане для неюдеїв, тому у ньому пояснюються юдейські звичаї, наприклад, обрізання. Вважають, що Лука народився в Антіохії, а своє Євангеліє написав у Малій Азії. На відміну від інших, у цьому Євангелії відчувається рука досвідченого письменника. Імовірно, що воно писалося передусім для т. зв. «еллінізованого населення» Малої Азії (яке в основному було гальського походження), у ньому підкреслюється доброта Христа і вселенська місія християнства.

## Мощі святого Луки
За переданням Лука помер у 84-річному віці в місті Теби в Беотії, там і був похований. У другій половині IV століття, як повідомляє святий Ієронім, його мощі перенесено до церкви 12 Апостолів у Константинополі. З XII століття його мощі знаходяться в Падуї, у церкві святої Юстини. У 1998 році вперше за 600 років було відкрито саркофаг у Падуї, та досліджено мощі за допомогою судової медицини. Встановлено, що череп, який знаходиться в Празі та частина мощей у Падуї належать до одного тіла. Внаслідок дослідження ДНК всі ознаки вказують на сирійське походження, чим підтверджено відповідний опис у Біблії. Вік мощей становить приблизно 1900 років.

## Пам'ять про Євангеліста
Символом євангеліста Луки із пророцтв Єзекиїля є крилатий телець, що тримає Євангеліє.
Церква славить пам'ять Св. євангеліста Луки як мученика дня 18 жовтня.

## Галерея

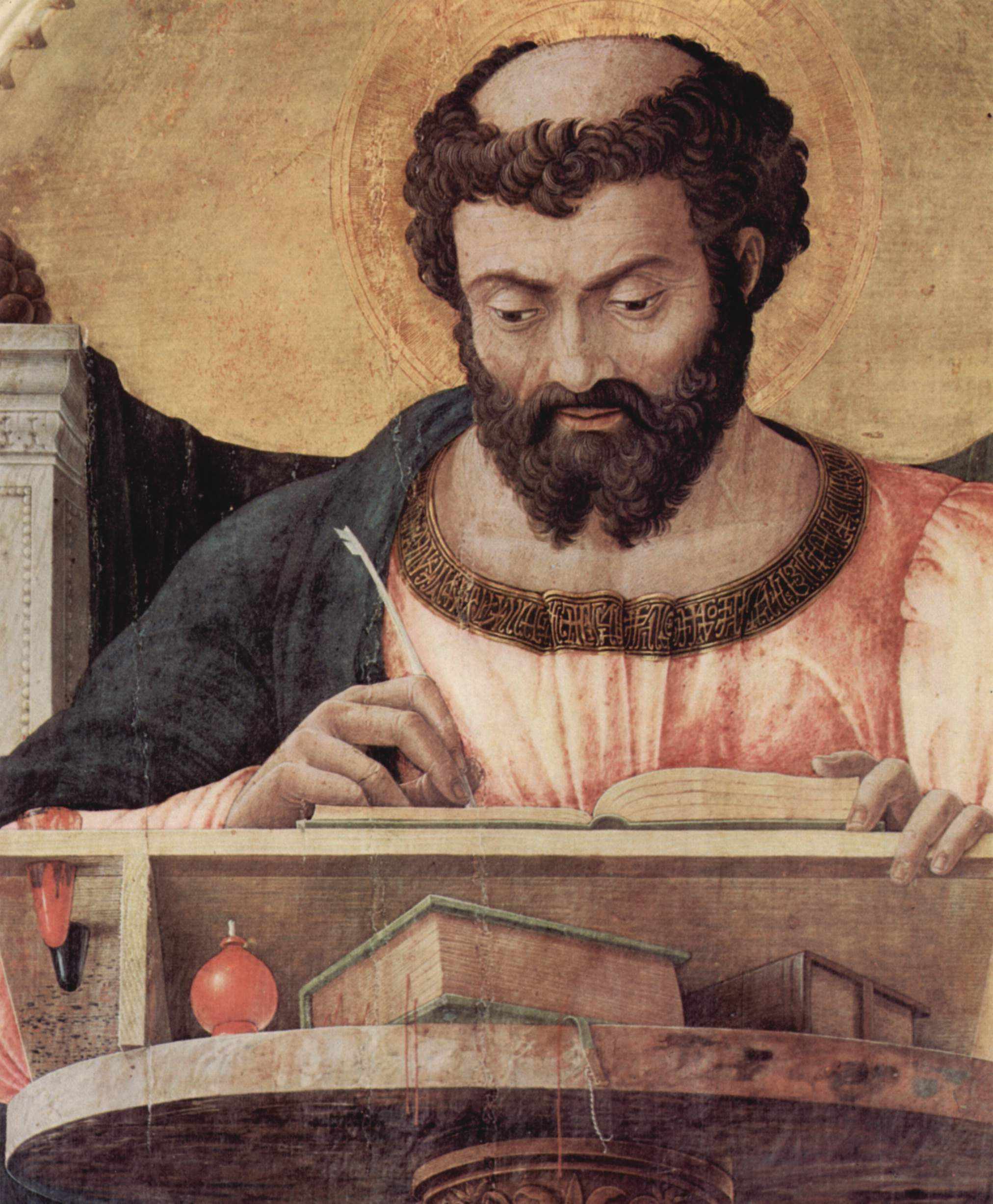
Євангелист Лука (1453) Андреа Мантенья
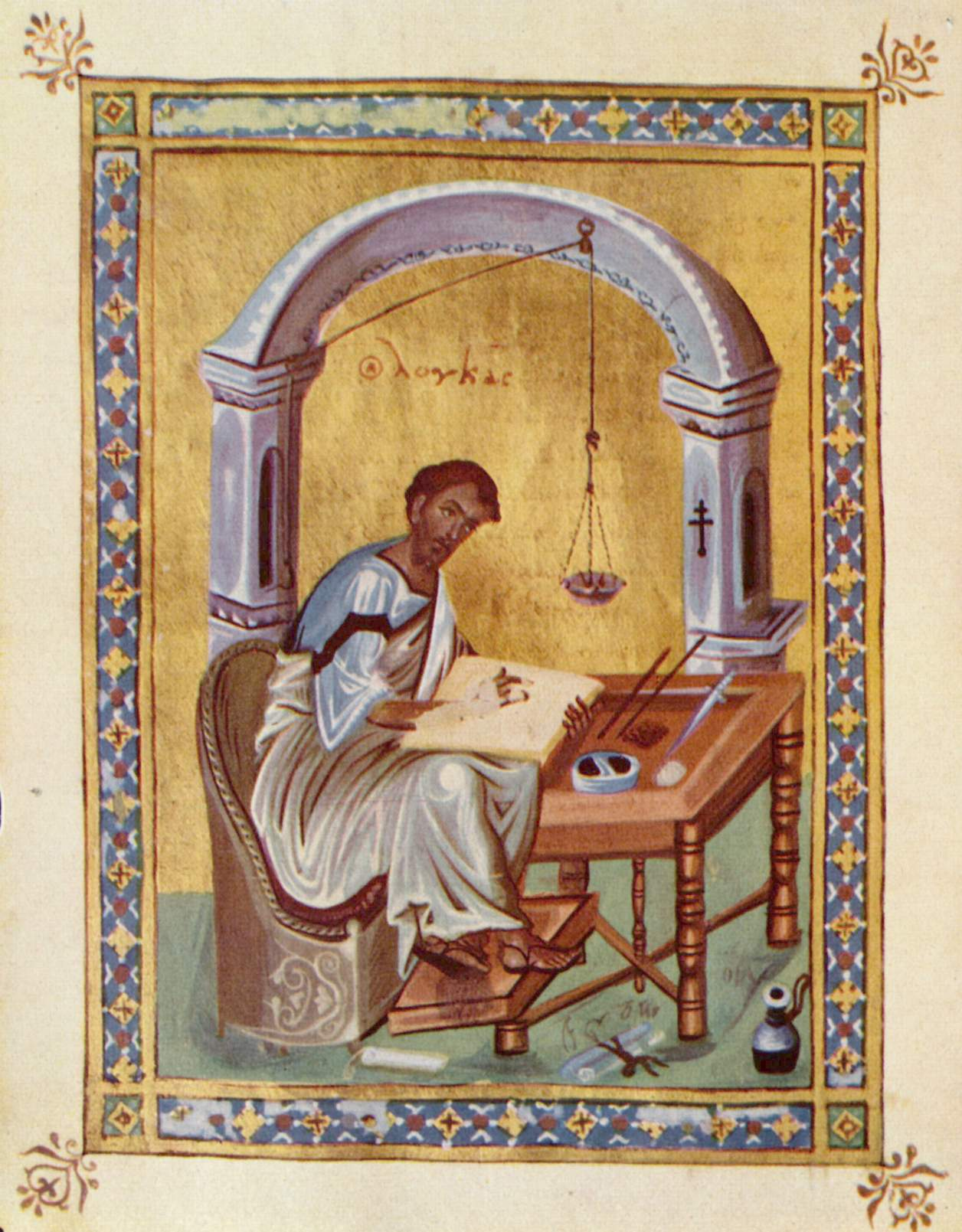
Лука за письмом (X ст.) Minuscule 669[en]
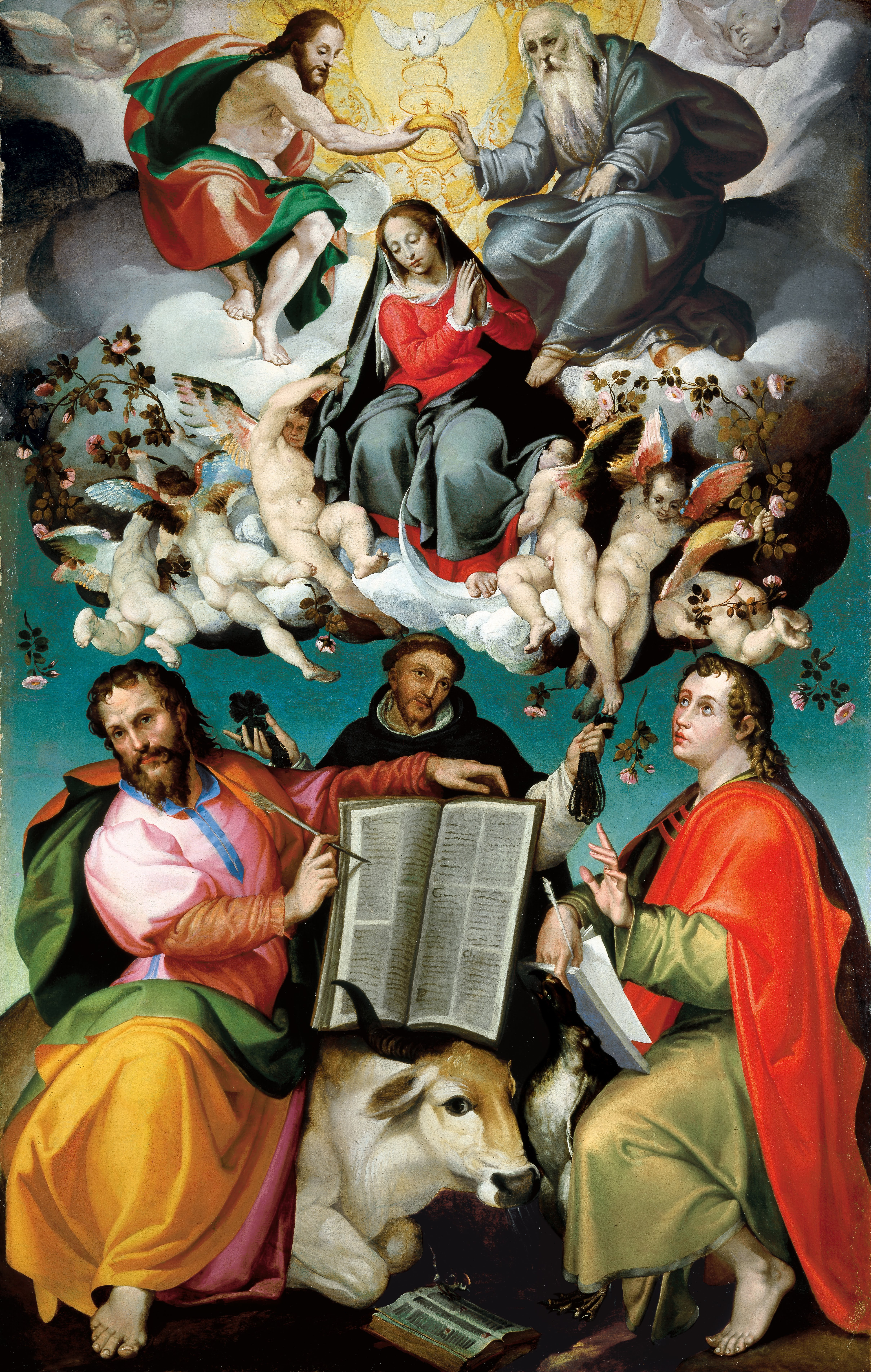
The Coronation of the Virgin with Saints Luke, Dominic, and John the Evangelist (~1580) Бартоломео Пассаротті
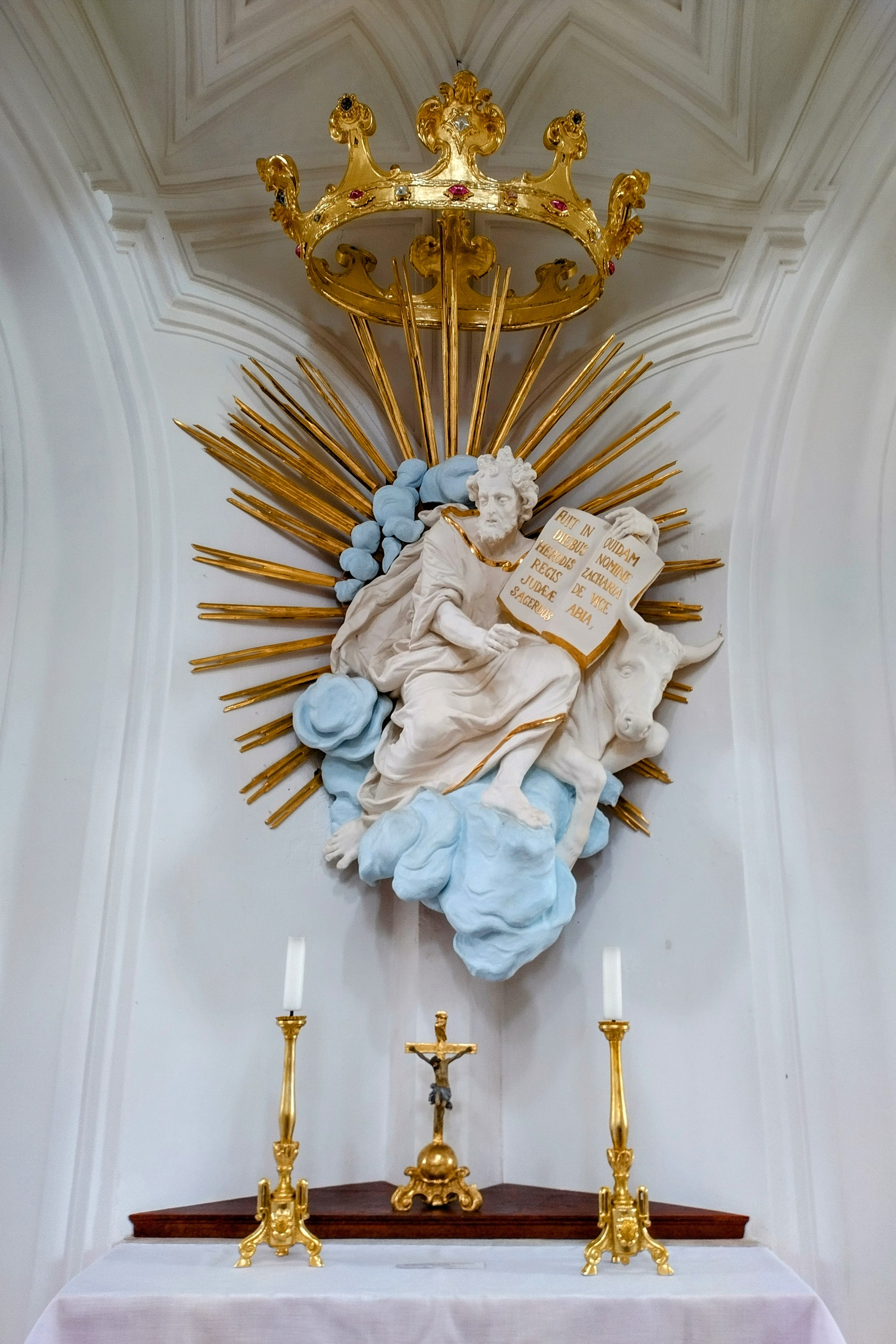
Бічний вівтар Св. Луки Костел Святого Яна Непомуцького (Зелена гора)

## Храми
- Церква святого апостола і євангеліста Луки

## Патрон
- Іспанія: Чантада